# Tiago de Melo Marinho
Tiago de Melo Marinho, ou simplesmente Tiago (São Paulo, 9 de março de 1981), é um goleiro brasileiro de futsal, radicado no Rio Grande do Norte. Atualmente, joga no Jaraguá Futsal.

## Carreira
Após defender a Malwee/Jaraguá, o jogador atuou no primeiro semestre no futsal russo. Em seguida, após a temporada da Superliga Russa acabar em junho de 2011, transferiu-se para o São José/Vale Sul Shopping Futsal. Consagrou-sê bicampeão mundial na Copa do Mundo de 2012. Já havia ganhado o campeonato em 2008 em que recebeu o prêmio Luva de Ouro — melhor goleiro e Bola de Bronze — terceiro melhor jogador do torneio. 

## Principais títulos
Clubes
- Copa Intercontinental de Futsal: 2001, 2016, 2018
- Liga Futsal: 2002, 2007, 2008, 2010, 2014
- Copa Libertadores de Futsal: 2006, 2007, 2008, 2009, 2015
- Taça Brasil de Futsal: 2006, 2007, 2008, 2009
- Superliga de Futsal: 2006, 2009, 2010
- Campeonato Catarinense de Futsal: 2006, 2008
- Campeonato Gaúcho de Futsal: 2001, 2003, 2005
- Liga Paulista de Futsal: 2014, 2017
- Jogos Abertos de Santa Catarina: 2007, 2010

Seleção Brasileira de Futsal
- Campeonato Mundial de Futsal: 2008, 2012
- Grand Prix de Futsal: 2005, 2006, 2007, 2008, 2009, 2011
- Copa América de Futsal: 2008
- Jogos Pan-Americanos: 2007